# ShareX
ShareX는 마이크로소프트 윈도우용 자유-오픈 소스 기반 스크린샷 및 스크린캐스트 프로그램이다. GNU 일반 공중 사용 허가서 하에 배포되었다. 이 프로젝트의 소스 코드는 깃허브를 통해 호스팅된다. 마이크로소프트 스토어와 스팀에서도 이용이 가능하다.